# Margaret Bailes
Margaret Bailes (New York, 23 januari 1951) is een atleet uit de Verenigde Staten van Amerika.
Bailes nam deel aan de Olympische Zomerspelen van Mexico in 1968. Ze liep hier de 100 meter sprint, waarop ze vijfde werd. Ook liep ze de 200 meter, en eindigde als zevende in de finale. Met het Amerikaanse estafette-team liep ze de 4 × 100 meter estafette, en pakte daarmee de gouden medaille. Ze liepen een nieuw wereldrecord van 42,8 seconden.
Bailes was op de Olympische Spelen nog maar zestien jaar oud, maar zou toch een jaar later met topsport stoppen.
- World Athletics: 14344054

1928: Rosenfeld, Smith, Bell, Cook ·
1932: Carew, Furtsch, Rogers, Von Bremen ·
1936: Bland, Rogers, Robinson, Stephens ·
1948: Stad-de Jong, Witziers-Timmer, van der Kade-Koudijs, Blankers-Koen ·
1952: Faggs, Jones, Moreau, Hardy ·
1956: Strickland, Croker, Mellor, Cuthbert ·
1960: Hudson, Williams, Jones, Rudolph ·
1964: Ciepły, Kirszenstein, Górecka, Kłobukowska ·
1968: Ferrell, Bailes, Netter, Tyus ·
1972: Krause, Mickler-Becker, Richter, Rosendahl ·
1976: Oelsner, Stecher, Bodendorf, Eckert ·
1980: Müller, Wöckel, Auerswald, Göhr ·
1984: Brown, Bolden, Cheeseborough, Ashford ·
1988: Brown, Echols, Griffith-Joyner, Ashford ·
1992: Ashford, Jones, Guidry, Torrence ·
1996: Devers, Miller, Gaines, Torrence ·
2000: Fynes, Sturrup, Davis, Ferguson ·
2004: Lawrence, Simpson, Bailey, Campbell ·
2008: Borlée, Mariën, Ouédraogo, Gevaert ·
2012: Madison, Felix, Knight, Jeter ·
2016: Madison, Felix, Gardner, Bowie ·
2020: Williams, Thompson-Herah, Fraser-Pryce, Jackson ·
2024: Jefferson, Terry, Thomas, Richardson